# Philipp IV. (Nassau-Weilburg)

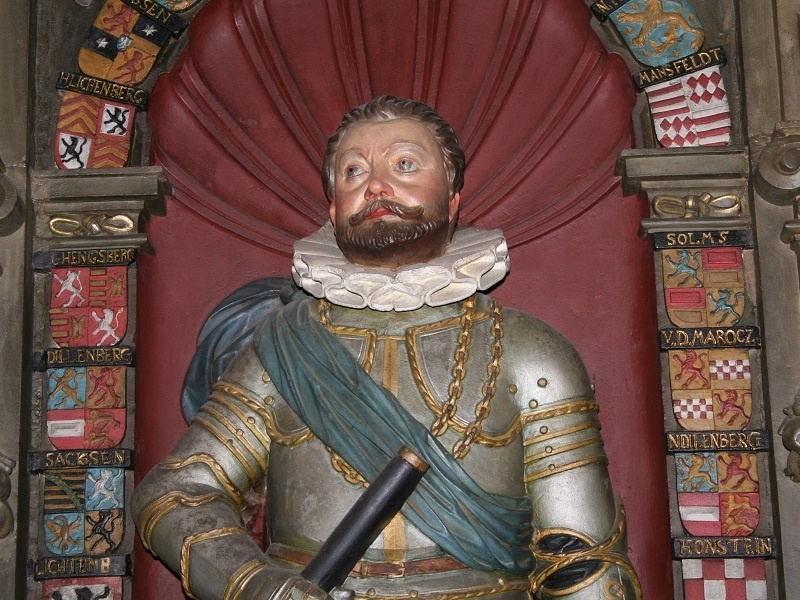
Graf Philipp III. von Nassau-Saarbrücken, Statue vom Grabmal in der Stiftskirche St. Arnual

Philipp IV. von Nassau-Weilburg / Philipp III. von Nassau-Saarbrücken (* 14. Oktober 1542 in Weilburg; † 12. März 1602 in Saarbrücken) aus der walramischen Linie des Hauses Nassau war von 1559 bis zu seinem Tode Graf von Nassau-Weilburg und ab 1574 zugleich Graf von Nassau-Saarbrücken.
Die unterschiedliche Zählung resultiert daraus, dass sein Vater Philipp III. von Nassau-Weilburg (1523–1559), im Gegensatz zu Philipp I. (1371–1429) und Philipp II. (1429–1492) von Nassau-Weilburg, nicht zugleich Graf von Nassau-Saarbrücken war.

## Leben

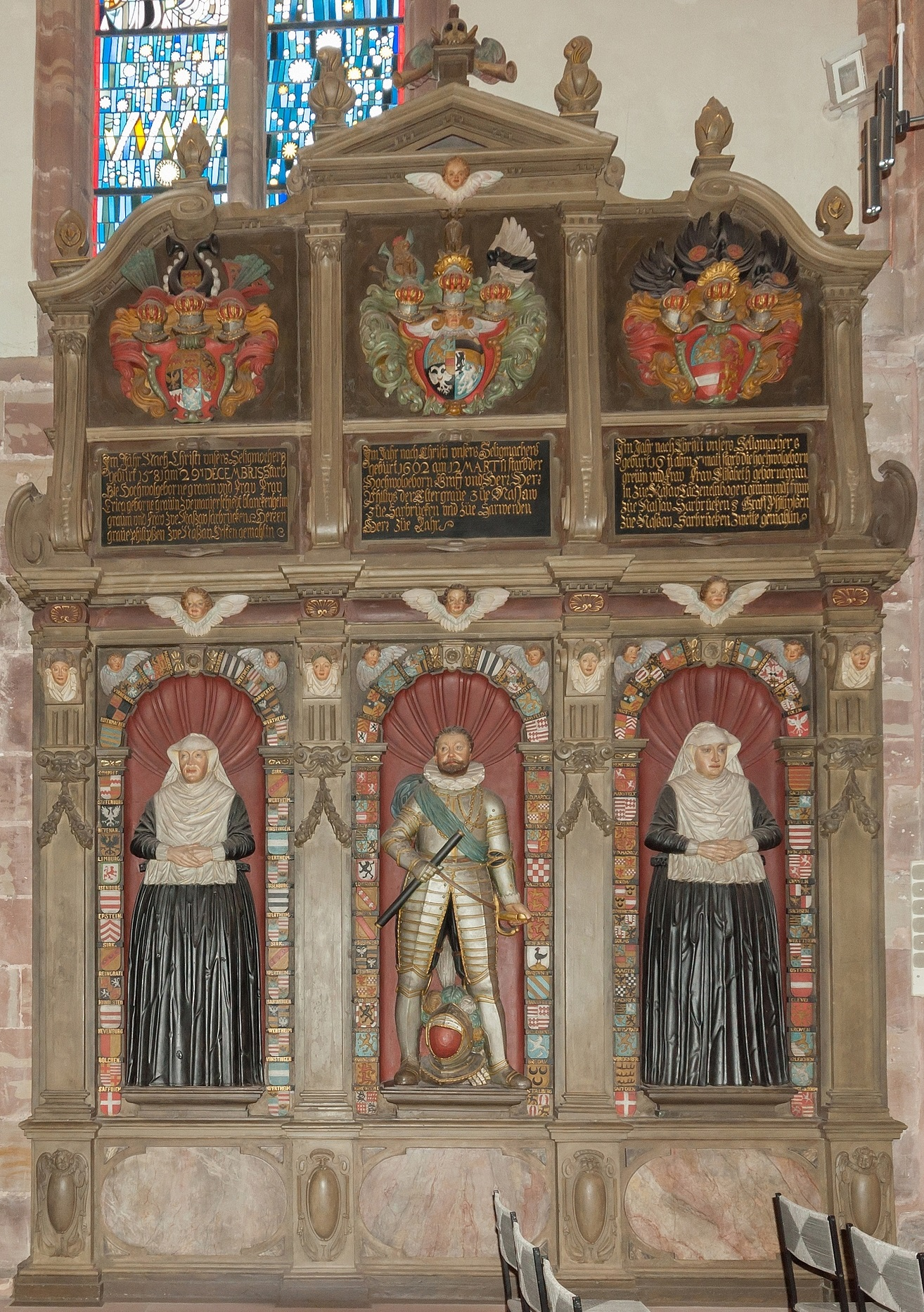
Grabmal Philipps und seiner Ehefrauen in der Stiftskirche St. Arnual

Philipp IV. wurde als Sohn von Philipp III. von Nassau-Weilburg und dessen dritter Frau Amalie von Isenburg-Büdingen geboren. In seiner Kindheit wurde er gemeinsam mit seinem Halbbruder Albrecht von Nassau-Weilburg von Kasper Goltwurm, auf Schloss Neuweilnau im evangelischen Glauben erzogen. Danach studierte er an der Universität Jena, deren Rektor er zeitweilig war.
Am 4. Oktober 1559 starb sein Vater. Philipp erbte gemeinsam mit seinem älteren Halbbruder Albrecht die Teilgrafschaft Nassau-Weilburg. Da Philipp erst sechzehn Jahre alt war, übernahm Johann IV. von Nassau-Saarbrücken, als Senior des nassauisch-walramischen Hauses, die Vormundschaft.
Anfänglich regierten die Brüder Albrecht und Philipp gemeinsam. Die hohen Schulden ihres Vaters schränkten ihre Handlungsfähigkeit ein. Nur langsam gelang es ihnen, die Haushaltslage zu verbessern.

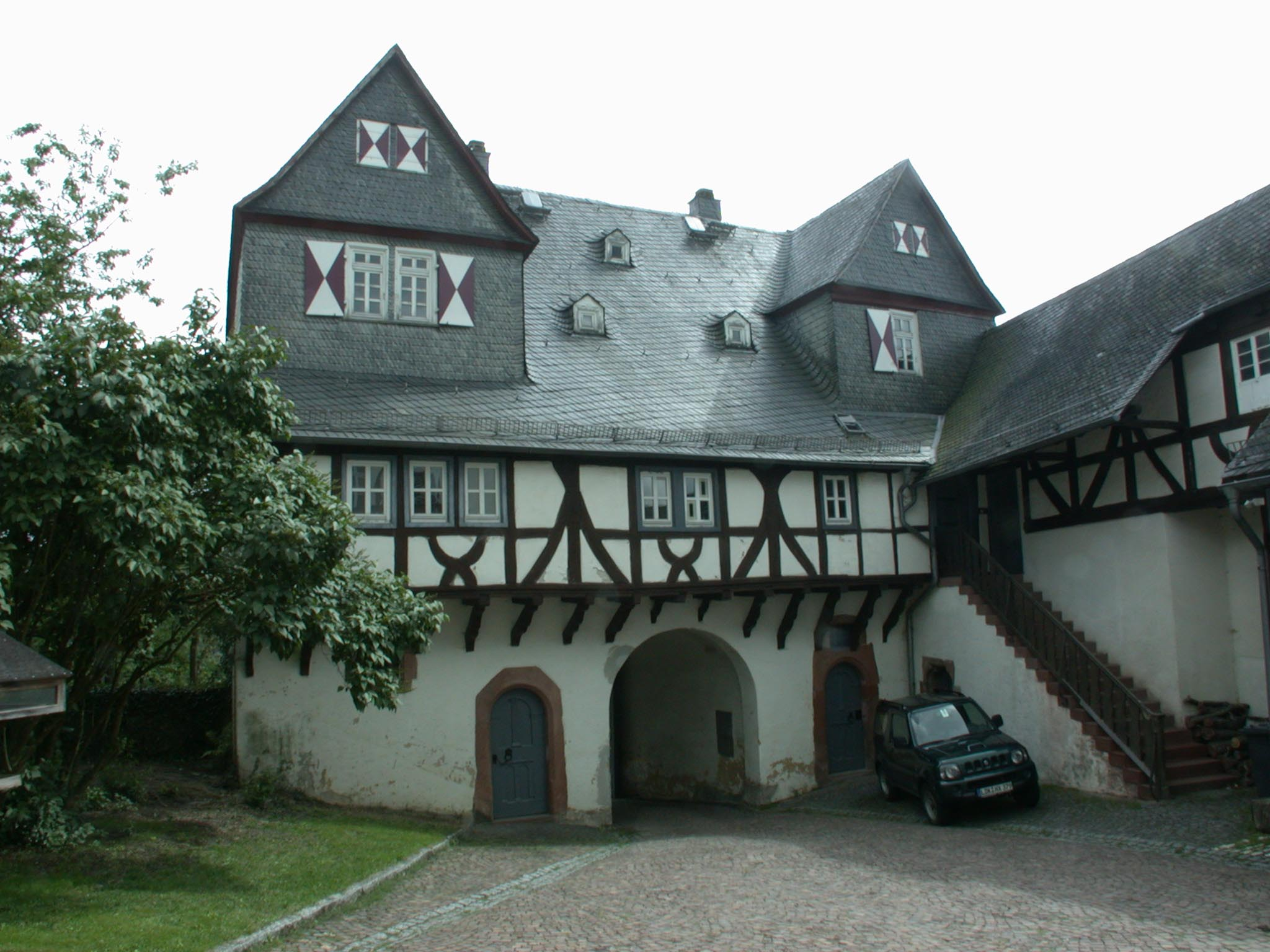
Das unter Philipp errichtete Torhaus von Schloss Neuweilnau

Am 15. Mai 1561 teilten die Brüder zum ersten Mal ihre Herrschaft. Albrecht erhielt Schloss und Amt Weilburg, Philipp Schloss und Amt Neuweilnau. Der größte Teil der Herrschaft und die Schulden des Vaters blieben jedoch gemeinsamer Besitz. Philipp bezog das Schloss Neuweilnau, das bereits seinem Vater als Residenz gedient hatte. Zwischen 1564 und 1566 ließ er hier erhebliche Ausbauarbeiten ausführen.
Philipp gehörte dem Wetterauischen Reichsgrafenkollegium an, in dem sein älterer Bruder eine führende Rolle einnahm. 1567/68 traf Philipp sich mehrmals mit Wilhelm I. von Oranien. Er beteiligte sich an der Vorbereitung des niederländischen Unabhängigkeitskrieges gegen Fernando Álvarez de Toledo, Herzog von Alba. Der Angriff auf die Niederlande scheiterte jedoch 1568.
Philipp heiratete in erster Ehe Erika von Manderscheid-Blankenheim am 9. April 1563; ihr einziges Kind war Anna Amalia von Nassau-Saarbrücken (1565–1605), die spätere Gattin von Georg von Nassau-Dillenburg.
Im Jahr 1570 bestellte Johann IV. von Nassau-Saarbrücken die Brüder Albrecht und Philipp durch Testament zu seinen Erben. Johann war ohne legitime Nachkommen und wollte sicherstellen, dass gemäß dem Erbvertrag von 1491 die Grafschaften Saarbrücken, Saarwerden und Ottweiler dem walramischen Zweig des Hauses Nassau erhalten blieben. Bereits 1571 übernahm Philipp die Regentschaft über Teile von Johanns Besitz. Er verlegte seine Residenz von Neuweilnau nach Saarbrücken. Im gleichen Jahr teilten Albrecht und Philipp die Herrschaftsrechte in der Grafschaft Weilburg vollständig. Mit der Landgrafschaft Hessen schlossen sie mehrfach Verträge, in denen sie den Gemeinschaftsbesitz von Nassau und Hessen schrittweise aufteilten.
Bereits ein Jahr später (1572) gelang Philipp die Säkularisation des Klosters Rosenthal. Das Kloster hatte zur Familie eine enge Beziehung und diente zeitweise als Grablege für Philipps Ahnen König Adolf von Nassau, dem einzigen deutschen König seiner Familie.

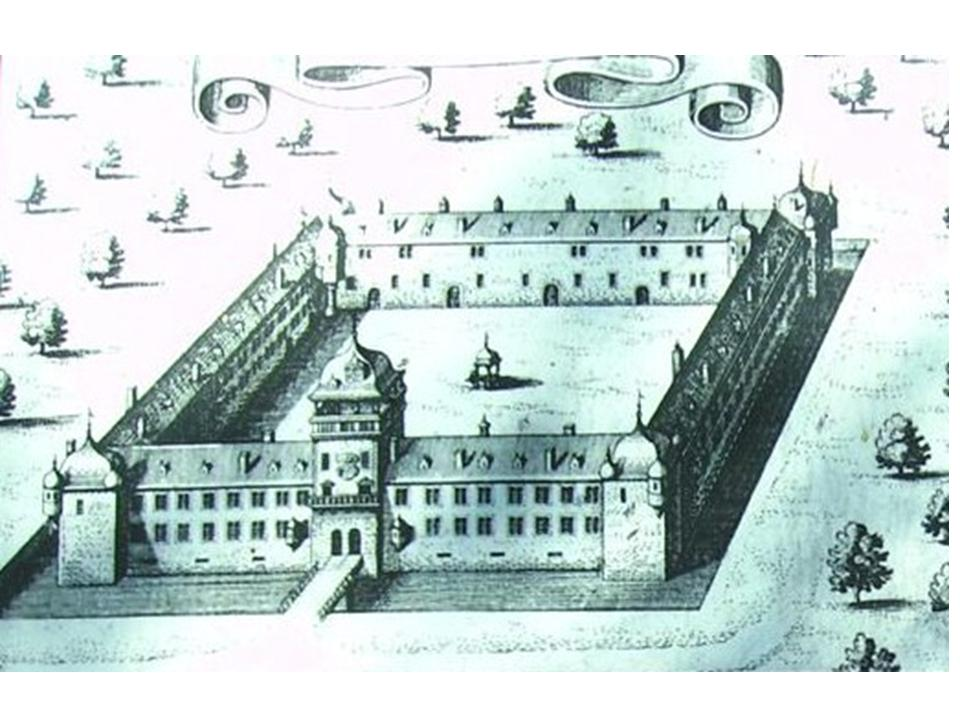
Jagdschloss Philippsborn (Stich aus dem 16. Jahrhundert)

1572 ließ Philipp die Burg „Wanborn“, eine Anlage aus dem 12. Jahrhundert in der Nähe von Saarbrücken, abbrechen und eine im Renaissancestil gehaltene Vierflügelanlage, das Jagdschloss Philippsborn, errichten. Aus dieser Zeit ist noch der Gewölbekeller erhalten. Im Dreißigjährigen Krieg wurde die Anlage zerstört und später in veränderter Form als Gutshof neu gebaut. Reste hiervon bilden heute das Forsthaus Neuhaus.
Mit dem Tod Johann IV. von Nassau-Saarbrücken fielen im Jahr 1574 die katholischen Grafschaften Saarbrücken, Saarwerden und Ottweiler endgültig an Albrecht und Philipp von Nassau-Weilburg. Die Herrschaftsrechte wurden zwischen den Brüdern verteilt. Philipp erhielt Saarbrücken und Saarwerden und die Herrschaft Stauf. Albrecht erhielt Ottweiler, die Ämter Homburg und Kirchheim und die Herrschaften Lahr und Mahlberg.
Die Saarbrücker Erbschaft wurde von verschiedenen Seiten angefochten. Herzog Karl III. von Lothringen forderte die Grafschaft Saarwerden als erledigtes Lehen zurück. Albrecht als Senior des walramischen Hauses Nassau konnte jedoch das nassauische Recht vor dem Reichskammergericht durchsetzen. Der Streit verlief über Jahre und drohte zeitweise militärisch zu eskalieren. Dies war der Hauptgrund, dass Philipp seine Hauptresidenz nach Saarbrücken verlegte. Als Wohnsitz diente dort das neu erbaute Sommerhaus zu Saarbrücken, das die Grundlage des heutigen Schloss Saarbrücken bildete.
Kurfürst Friedrich III. von der Pfalz machte ebenfalls Ansprüche auf Teile des Erbes geltend. Auch hier gelang es dem Haus Nassau, sich in den wesentlichen Punkten durchzusetzen. Mehrere umfangreiche Verträge, in denen die genauen Rechte und Grenzen festgelegt wurden, wurden geschlossen.
Bereits zum 1. Januar 1575 führte Philipp in seinem Herrschaftsbereich die Reformation, nach hessischem Vorbild, ein. Mit der Durchführung wurde der Saarbrücker Hofprediger Gebhard Beilstein aus Wetzlar beauftragt. Katholische Priester wurden aus dem Amt entfernt oder auf die neue Lehre verpflichtet, Kirchengüter eingezogen, Schulen eingerichtet und Kirchenpatronat erworben, und das Feiern hergebrachter „heidnischer Bräuche“ wie das Johannesfeuer und das Tanzen an Sonntagen wurde bei Strafe verboten. Philipp erließ hierfür eine umfangreiche Kirchenordnung. Der Einsatz für die Reformation verschärfte den Streit mit dem Herzogtum Lothringen, das weiterhin katholisch war.
Nach dem Tod seiner ersten Frau im Jahr 1581 heiratete Philipp am 3. Oktober 1583 Elisabeth von Nassau-Dillenburg, älteste Tochter von Johann VI. dem Älteren von Dillenburg. Nach Philipps Tod heiratete Elisabeth Wolfgang Ernst von Isenburg-Büdingen.
Philipp III. starb am 12. März 1602 in Saarbrücken. Er wurde in der traditionellen Grablege des Hauses Nassau-Saarbrücken – der Stiftskirche St. Arnual – bestattet. Philipp hatte keine Söhne, sein Erbe war sein Neffe Ludwig II. von Nassau-Weilburg, der den gesamten walramischen Besitz des Hauses Nassau in seiner Hand vereinigte.